# 糒站
糒站（日语：／ Hoshii eki */?）是位於福岡縣田川市大字糒2421番2號，平成筑豐鐵道的伊田線車站。車站編號為HC12。
田川市内的金屬回收業者「神田商店」取得此站的命名權。在2009年4月1日，此站愛稱為神田商店 糒站。

## 歷史
- 1900年9月17日 - 九州鐵道（第一代）開設此站。
- 1907年（明治40年）6月1日 - 九州鐵道（第一代）被國有化，成為帝國鐵道廳車站[2][3]。
- 1978年3月1日 - 結束貨物起卸業務
- 1987年（昭和62年）4月1日 - 伴隨國鐵分割民營化，車站由九州旅客鐵道（JR九州）營運[4][5][6]。
- 1989年10月1日 - 此站變由平成筑豐鐵道管理。
- 2009年（平成21年）4月1日 - 此站加設副站名（愛稱）。

## 車站構造
車站是一座地面車站，設有2面2線的相對式月台。此站是無人車站。曾經此站設有車站大樓與候車室，在平成筑豐鉄道接管後，車站大樓被拆毀，只剩下候車室。另外，曾經在車站大樓內設有筑豐拳擊館。
在1980年代前期前，此站為有人車站。在平成筑豐鐵道接管後，車站大樓內包括售票之內，所有櫃臺均已經封閉，壁報板也沒有再更新。
在所有位於筑豐地區的車站中，此站是最遲開設裝載煤炭的車站，在1960年代至70年代（昭和40年代）後期才有運煤列車駛入此站。現時車站遺留了貨運引込線。

### 月台
| 月台           | 路線    | 上下行 | 方向               |
| -------------- | ------- | ------ | ------------------ |
| 前車站大樓一方 | ■伊田線 | 下行   | 田川伊田、行橋方向 |
| 前車站大樓對面 | ■伊田線 | 上行   | 金田、直方方向     |

## 使用狀況
在2019年度，1日平均上落車人次為117人。
| 上落車人次變化 | 上落車人次變化 |
| 年度           | 1日平均人次    |
| -------------- | -------------- |
| 2008年         | 134            |
| 2009年         | 138            |
| 2010年         | 142            |
| 2011年         | 146            |
| 2012年         | 140            |
| 2013年         | 152            |
| 2014年         | 166            |
| 2015年         | 156            |
| 2016年         | 142            |
| 2017年         | 118            |
| 2018年         | 110            |

## 車站周邊
- 福岡縣道22號田川直方線（日语：福岡県道22号田川直方線）
- 日本郵政田川糒郵局
- 田川警署（日语：田川警察署）糒駐在所
- 田川市營田川團地
- 田川市營高柳團地
- 北保育所
- 筑豐拳擊館
- 英彥山不動院

## 相鄰車站
平成筑豐鐵道
伊田線
上金田（HC11）－糒（HC12）－田川市立醫院（HC13）

## 注腳
1. 1 2  鉄道を未来につなぐために（令和元年度版） ︳ へいちくネット（平成筑豊鉄道） （页面存档备份，存于）（日語） 各站上落人次調査結果
2. ↑  九州鉄道百年祭実行委員会・百年史編纂部会 (编).  初版. 九州旅客鉄道. 1988: 65 （日语）.
3. ↑  廣岡治哉 『近代日本交通史 明治維新から第二次大戦まで』 法政大學出版局，1987年4月15日。ISBN 978-4588600173
4. ↑  九州鉄道百年祭実行委員会・百年史編纂部会 (编).  初版. 九州旅客鉄道. 1988: 181 （日语）.
5. ↑  『交通年鑑 昭和63年版』 交通協力會，1988年3月。
6. ↑  今村都南雄 『民営化の效果と現実NTTとJR』 中央法規出版，1997年8月。ISBN 978-4805840863
7. ↑  田川市 此年的事業與統計 （運輸、通信） 平成筑豐鐵道上落車人次

## 外部連結
- 糒站 （页面存档备份，存于）（日語）（平成筑豐鐵道沿線情報網站）